# بخش مرکزی شهرستان لاشار
بخش مرکزی، یکی از بخش‌های شهرستان لاشار در استان سیستان و بلوچستان ایران است. مرکز این بخش، شهر اسپکه است.

## تقسیمات کشوری
- بخش مرکزی شهرستان لاشار
  - دهستان لاشار شمالی
  - دهستان زیربانداد

شهر: اسپکه

## جمعیت
بر پایه سرشماری عمومی نفوس و مسکن در سال ۱۳۹۵، جمعیت بخش مرکزی شهرستان لاشار برابر با ۱۹٬۱۰۱ نفر بوده‌است.